# Wilshire Boulevard

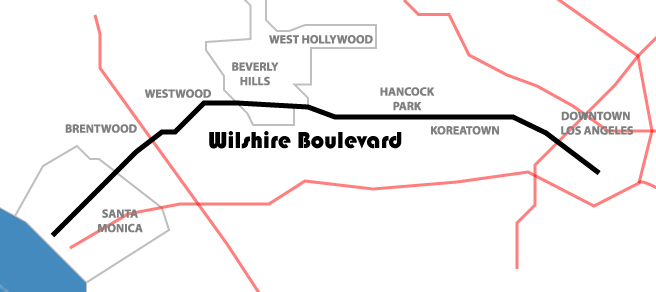
Carta del Wilshire Boulevard e comuni adiacenti

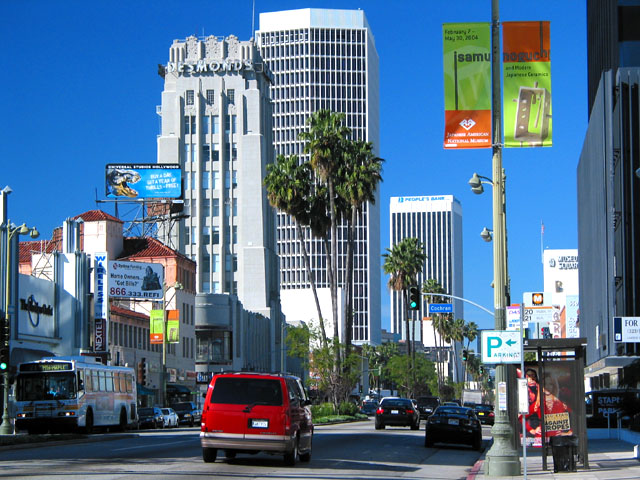
Il Miracle Mile lungo il Wilshire Boulevard

Wilshire Boulevard (pron.: /ˈwɪlʃər/ wil-shər) è una delle principali arterie stradali est-ovest della città di Los Angeles in California, negli Stati Uniti.
Il nome deriva da Henry Gaylord Wilshire (1861–1927), un nativo dell'Ohio che fece fortuna col lavoro nei campi e con le miniere d'oro.
Henry Wilshire cominciò quello che sarebbe diventato il Wilshire Boulevard negli anni novanta del XIX secolo.
Percorre 25,48 chilometri dalla Grand Avenue nella Downtown Los Angeles fino alla Ocean Avenue nella città di Santa Monica.